# Constantino Urbieta
Constantino Urbieta Sosa (* 12. August 1907 in Asunción; † 12. Dezember 1983 in Avellaneda) war ein paraguayisch-argentinischer Fußballspieler. Der Mittelfeldspieler nahm mit Argentinien an der Fußball-Weltmeisterschaft 1934 teil.

## Karriere

### Verein
Constantino Urbieta, auch Constantinito oder Mr. Paraguay genannt, begann seine Karriere 1930 bei Club Nacional in seinem Geburtsland Paraguay und gewann in seiner Debütsaison den Meistertitel. 1931 wechselte er nach Argentinien zu den Newell’s Old Boys und dann zum CA Tigre in die Primera División. 1933 spielte er wieder auf Amateurebene beim CD Godoy Cruz in der Liga Mendocina. 1935 kehrte er zu San Lorenzo in den Profifußball zurück. Mit dem Club Atlético Estudiantes, für den er 1939 auflief, ist eine weitere Vereinsstation des Mittelfeldakteurs belegt.

### Nationalmannschaft
Urbieta spielte 1931 zwei Länderspiele in der paraguayischen Nationalmannschaft. Nach seiner Einbürgerung wurde er 1934 von Nationaltrainer Filippo Pascucci in den Kader der argentinischen Nationalmannschaft für die Weltmeisterschaft in Italien berufen. Im Achtelfinale, dem ersten und gleichzeitig letzten Turnierspiel der Albiceleste, spielte er bei der 2:3-Niederlage gegen Schweden.

## Erfolge
Club Nacional
- Paraguayischer Meister: 1930